# Kvacke Anka
Kvacke Anka (orig. Quackmore Duck) Seriefigur. Kalle Ankas far, och mindre ofta förekommande figur i Kalle Anka-serierna. Skapades av Don Rosa 1993, men hans namn nämndes av Carl Barks redan på 1950-talet.

## Figurens historia
Precis som en handfull andra namn som Rosa 1993 inkluderade i sitt släktträd över Kalle Anka hade Quackmore Duck nämnts redan i början av 1950-talet, i Carl Barks enkelt uppskissade släktträd. Då Barks träd enbart var till för personligt bruk, och Quackmore aldrig kom att nämnas – än mindre figurera – i någon serie, dröjde det alltså till 1993 innan han på allvar kan sägas ha blivit en verklig del av Kalle Anka-seriernas värld. Precis som Barks lät Rosa Quackmore vara Kalle Ankas far, och i den svenska översättningen av trädet kom han att heta Kvacke Anka.
Sedan dess har Kvacke också dykt upp i de tre avslutande delarna av Rosas tolvdelade seriesvit Farbror Joakims Liv, samt i en flashback i ytterligare två av Rosas serier. Än så länge har han inte dykt upp i någon annan tecknares alster.

## Levnadsteckning

### Den vedertagna versionen
I Don Rosas serier får vi veta att Kvacke är gift med Hortensia von Anka och far till tvillingarna Della och Kalle Anka.
Kvacke Anka föddes 1875. Han växte upp på en bondgård i utkanten av den växande staden Ankeborg, som ett av tre barn till Elias och Elvira Anka, senare kallade "Farfar" och "Farmor" Anka. Han var bror till Unkas och Doris Anka.
Redan från barnsben torde Kvacke ha blivit känd i hemtrakten för sitt hemska humör. Hur detta påverkade hans framgång hos det motsatta könet under uppväxten vet vi ingenting om, men när han 1902 för första gången träffade Hortensia von Anka var det just den korta stubinen som fick det att tända till mellan dem. Hortensia hade om möjligt än värre temperament än Kvacke, och de förefaller ha fallit pladask för varandra.
Det skulle dock dröja några år innan de kom att gifta sig (vilket möjligen kan ha berott på att Hortensias bror, finansmannen Joakim vid den här tiden fortfarande behövde henne på annat håll). 1908 hade de i alla fall förlovat sig och de gifte sig troligen inte långt därefter.
Samma år, 1908, anställdes Kvacke tack vare Hortensia också som kontorschef hos sin svåger Joakim. Under perioden 1908 till 1930, då Joakim befann sig på ständigt resande fot, blev det Kvacke som, tillsammans med Hortensia och hennes syster Matilda, kom att ha ansvar för Joakims huvudkontor i pengabingen i Ankeborg.
Omkring 1920 föddes tvillingarna Kalle och Della. När Joakim 1930 återvände till Ankeborg hoppades Kvacke och den övriga familjen på ett varmt återseende. Så blev dock inte fallet och efter ett uppslitande gräl klargjorde Hortensia att hon inte längre ville ha med sin bror att göra. Kvacke, Hortensia och Della lämnade Ankeborg, medan sonen Kalle, som det verkar, kom att växa upp hos Farmor Anka.
Om Kvackes liv efter 1930 är ingenting känt. Vi vet varken om han hade fortsatt kontakt med sin familj i Ankeborg, eller var och när han dog.

### Andra tolkningar
Då Kvacke enbart figurerat i Barks släktträd och Rosas serier, har det inte uppstått några alternativa tolkningar kring hans person. Vissa serier, framför allt inom den italienska disneytraditionen, låter dock Kalle vara föräldralös från födseln, vilket skulle innebära att någon Kvacke aldrig har existerat.